# Пауа
Пауа (маори paua или pāua) — название трёх видов новозеландских крупных съедобных морских ракушек, относящихся к семейству Haliotidae и выделяющихся среди других ракушек необычайно яркими переливами перламутра. Пауа иногда встречается под названием «Sea Opal» — морской опал.
Пауа встречается у побережья Новой Зеландии на глубинах от 1 до 15 м. Крупные моллюски пауа ведут малоподвижный образ жизни, подолгу не меняя места обитания, прикрепившись к камням или рифам крепкой ногой, питаясь морскими водорослями.
Раковина пауа овальной формы, покрыта изнутри концентрическими перламутровыми полосами, отличающимися от других ракушек ярко-зелёным, синим, фиолетовым и даже розовым отливом.
У маори пауа высоко ценилась не только как пищевой продукт, но и как сырьё для изготовления украшений и ритуальных предметов. Например, они инкрустировали кусочками раковины пауа глаза своих вырезанных из дерева символических предков. В современной Новой Зеландии чёрная мускулистая нога пауа популярна как деликатес, а переливающаяся раковина в отполированном виде украшает современные ювелирные изделия.
Сбор ракушек подвергается строгому ограничению. Минимальный размер ракушки — 125 мм для Haliotis iris и 80 мм для Haliotis australis. Запрещён сбор ракушек с применением аквалангов, только обычное ныряние. Наиболее известная новозеландская ракушка относится к виду Haliotis iris, она имеет овальную форму и длину до 18 см.
Три вида новозеландских пауа:
| Виды                | Научное название   | Общепринятое название                             |
| ------------------- | ------------------ | ------------------------------------------------- |
| Пауа, Галиотис ирис | Haliotis iris      | Blackfoot Paua                                    |
| Queen paua          | Haliotis australis | Silver Paua, Yellow Foot Paua, Hihiwa & Karariwha |
| Virgin paua         | Haliotis virginea  |                                                   |